# Haplinis rupicola
Haplinis rupicola là một loài nhện trong họ Linyphiidae.
Loài này thuộc chi Haplinis. Haplinis rupicola được A. David Blest miêu tả năm 1979.